# 企業組合
企業組合（きぎょうくみあい）は、勤労者その他個人が協同して事業を起こし、出資し、労働し、運営する日本の非営利型の相互扶助組織であり、中小企業等協同組合法（昭和24年法律第181号）第3条第4号に規定されている。企業組合は「中小企業等協同組合」の一種であり、法人である。

## 概要
生活協同組合や農業協同組合など組合員が組合事業を利用する「利用協同組合」とは異なり、企業組合は、組合員が組合に没入して事業活動に従事し第三者を対象として事業行為を行うところに特徴がある。
協同組合の分類上は「生産協同組合」（英語: Workers' co-operative, Workers' collective）である。
旧ソ連時代のコルホーズ（Колхоэ）、中国の集体企業とも同類の企業形式である。
企業形態の分類からは、パートナーシップ（同志的個人の合同会社や合名会社など）に属し、ある特定の理念や希望を共有する人々の協同性に大きな意義を求めるところに、株式会社など営利会社とは異なる特長がある。
なお、「企業組合」という名称から、労働組合の「企業内組合」と混同されることがあるので注意を要する。

## 企業組合の歴史
日本で企業組合の元になった生産協同組合は、明治時代の産業革命期、大正、昭和初期の労働者工場など様々、試みられたが制度の実現には至らなかった。
ところが、第二次世界大戦後の復興期に、海外植民地からの引揚者や戦争未亡人、失業者が資材を持ち寄って生活を再建する「生産合作社」（合作社とは協同組合のこと）運動が起こり、エドガ・スノウやレウィ・アレイなど米国やニュージーランド人協同組合運動の支援もあり、昭和24年に制定された中小企業等協同組合法の中で企業組合制度が実現した。
なお、制度発足後まもなく、一部の企業組合に反税運動に利用する「泡沫組合」が乱立したことがあり、設立方法や税制の改正が行われた。
昨今では、「ワーカーズコレクティブ」や「労働者協同組合」を名乗り、自らの運動理念を表す法制度を目指す運動も行われている。

## 企業組合の種類
企業組合は勤労者や市民が作るものから、個人事業者が作るものまで多様にわたる。
- 労働者企業組合 - 労働者や失業者が事業を起こして共に働く場を作るものや倒産した会社を従業員が協同で再建するもの。
- 市民ボランティア企業組合 - 女性や学生などがボランティア活動を行うもの。
- 個人事業者企業組合 - 小規模工場や商店を営む個人事業が事業を統合するもの。
- 綜合企業組合 - 市町村単位程度の一定地域の異業種の個人事業者が集まって、経営の集団化をするもの。

## 企業組合の仕組み
- 4人以上の個人が集まれば設立できる。
- 個人であれば、労働者、失業者、無業者、事業者でも制限はない。
- 一組合員の保有できる出資口数は四分の一以下に制限される。
- 実施できる事業に制限はなく、商業、工業、鉱業、運送業、サービス業その他の事業で定款で定める事業を行うことができる。なお、事業は営利的な事業から非営利的な事業まで幅広く実施できる。
- 組合員の相互扶助を目的とする。
- 次の協同組合原則に基づく。
  1. 組合員の加入脱退が自由であること。
  2. 組合員の議決権、選挙権は、出資口数の多寡にかかわらず平等であること。
  3. 剰余金の配当や出資配当は制限され、従事分量配当（組合事業に従事した割合でおこなう配当）を重視すること。
  4. 組合は、事業を行うことにより組合員に直接奉仕することを目的とし、特定の組合員の利益のみを目的にしてはならないこと。
  5. 組合は特定の政党のために利用してはならないこと。
- 企業組合は、従事組合員が支配する事業体である。企業組合の組合員の3分の2以上は、組合の事業に従事しなければならない（従事比率、従事組合員の支配）。また、組合の事業に従事する者の2分の1以上は組合員でなければならない（組合員比率、雇用従事者を制限し従事組合員により支配される）。また、組合の出資口数の2分の1以上は組合の事業に従事する組合員の所有でなければならない（組合員出資比率、出資のみの組合員を制限し、従事組合員の支配を求めたもの）。
- 有限責任制の出資事業体である。企業組合の組合員の責任は、出資額を限度とする有限責任である。なお、組合員が企業組合を脱退するときは、出資口数に応じた持ち分の払い戻しを請求する権利が保証される。
- 企業組合の設立は、昭和30年以降は、都道府県知事の認可を受ける制度となっている。それ以前は、会社と同様に公証人の定款認証による任意設立主義であったが、企業組合の中の一部に脱税を目的とした「泡沫組合」が乱立したことから認可制に変わった。ただし、都道府県知事は設立手続き、定款、事業計画が法令に違反する場合、事業を遂行するための経営的基礎を欠く等目的を遂行することが著しく困難な場合以外は、設立を認可しなければならないという、認可権限を抑制した制度になっている。

## 符号位置
| 記号 | Unicode | JIS X 0213 | 文字参照          | 名称                                          |
| ---- | ------- | ---------- | ----------------- | --------------------------------------------- |
| ㈽   | U+323D  | -          | &#x323D; &#12861; | 括弧付き企 PARENTHESIZED IDEOGRAPH ENTERPRISE |
| ㊭   | U+32AD  | -          | &#x32AD; &#12973; | 丸付き企 CIRCLED IDEOGRAPH ENTERPRISE         |